# Phare de la Pointe des Chats
Phare de la Pointe des Chats (kurz: Phare des Chats) ist der Name eines Leuchtturms mit einer Tragweite von 19 Seemeilen auf der Insel Île de Groix im Département Morbihan.
Ab dem Jahre 1897 auf dem Gelände einer alten Batterie erbaut, nahm der Leuchtturm am 15. Oktober 1898 seinen Dienst auf. Obwohl das Gebäude bewohnt ist, ist es nicht überwacht, sondern automatisiert. Die Besichtigung ist nicht möglich.
Die Landzunge Pointe des Chats ist heute Naturschutzgebiet. Auf dem Gelände kommen mehrere Arten von Mineralien an der Oberfläche vor (z. B. Granat, Glimmerschiefer, Glaukophan und Epidot), die normalerweise verborgen sind.